# Melochia umbellata
Melochia umbellata là một loài thực vật có hoa trong họ Cẩm quỳ. Loài này được (Houtt.) Stapf mô tả khoa học đầu tiên năm 1913.